# Дон Минцони (Тревизо)
Дон Минцони је насеље у Италији у округу Тревизо, региону Венето.
Према процени из 2011. у насељу је живело 20 становника. Насеље се налази на надморској висини од 96 м.